# 爆款好人
《爆款好人》（英語：The Hutong Cowboy）是一部由宁浩和徐磊联合执导的中国大陆喜剧片，葛优、李雪琴、杨皓宇、桑平、刘敏涛、危笑、吕行、立立福桥主演，吴磊、贾冰特别出演，龚蓓苾、张子贤、金广发特邀出演，2024年10月1日在中国大陆上映。该片是2020年宁浩执导的《我和我的家乡》之《北京好人》单元的长片续作。

## 剧情
讲述张北京因为儿子的订婚宴而发生的喜剧故事。

## 角色
| 演員     | 角色          | 介紹       |
| -------- | ------------- | ---------- |
| 葛优     | 张北京        |            |
| 李雪琴   | 小琴          | 单亲母亲   |
| 杨皓宇   | 杨老师        |            |
| 桑平     | 奎哥          |            |
| 刘敏涛   | 玲子          |            |
| 危笑     | 笑哥          |            |
| 吕行     | 车队长        |            |
| 立立福桥 | 大山          |            |
| 吴磊     | 张小景        |            |
| 贾冰     | 老温          |            |
| 龚蓓苾   | 袁蓉          |            |
| 张子贤   |               | 年轻警察   |
| 金广发   |               | 假发售货员 |
| 雷佳音   | 满江红2秦宰相 |            |

## 制作
这是宁浩首次和其他导演合作拍摄的长片作品，也是徐磊继处女作《平原上的夏洛克》之后的又一部电影长片。徐磊加入了宁浩的“坏猴子计划”，拍摄的短片《地球最后的电影》由宁浩监制并主演。2021年徐磊公布的电影计划《中间人》继续由宁浩监制。

## 发行
2024年8月8日，发布“十一又见张北京”版定档预告和定档海报。9月4日，发布“意外走红”版预告片。